# شيبكينو
شيبكينو (بالروسية: Шебекино) هي إحدى مدن روسيا في الكيان الفدرالي الروسي بيلغورود أوبلاست.

## أعلام
- أليكسي بولياكوف
- سيرغي ريجيكوف